# Aequorea
Aequorea is een geslacht van hydroïdpoliepen (Hydrozoa) in de familie Aequoreidae. Het geslacht werd voor het eerst wetenschappelijk beschreven door François Péron & Charles Alexandre Lesueur in 1810.

## Soorten
Het geslacht bevat de volgende soorten:
- Aequorea africana Millard, 1966
- Aequorea albida L. Agassiz, 1862
- Aequorea atrikeelis Lin, Xu, Huang & Wang, 2009
- Aequorea australis Uchida, 1947
- Aequorea coerulescens (Brandt, 1838)
- Aequorea conica Browne, 1905
- Aequorea cyanea de Blainville, 1834
- Aequorea floridana (Agassiz, 1862)
- Aequorea forskalea Péron & Lesueur, 1810
- Aequorea globosa Eschscholtz, 1829
- Aequorea krampi Bouillon, 1984
- Aequorea kurangai Gershwin, Zeidler & Davie, 2010
- Aequorea macrodactyla (Brandt, 1835)
- Aequorea minima Bouillon, 1985
- Aequorea nanhainensis Xu, Huang & Du, 2009
- Aequorea papillata Huang & Xu, 1994
- Aequorea parva Browne, 1905
- Aequorea pensilis (Haeckel, 1879)
- Aequorea phillipensis Watson, 1998
- Aequorea taiwanensis Zheng, Lin, Li, Cao, Xu & Huang, 2009
- Aequorea tenuis (Agassiz, 1862)
- Aequorea tetranema Xu, Huang & Du, 2009
- Aequorea victoria (Murbach & Shearer, 1902)
- Aequorea vitrina Gosse, 1853

## Synoniemen
- Aequorea (Aequoranna) Haeckel, 1879
- Aequorea (Aequorella) Haeckel, 1879
- Crematostoma A. Agassiz, 1862
- Mesonema Eschscholtz, 1829
- Mesonema (Mesonema) Brandt, 1835
- Mesonema (Mesonemanna) Haeckel, 1879
- Mesonema (Mesonemella) Haeckel, 1879
- Mesonema (Mesonemissa) Haeckel, 1879
- Mesonema (Zygodactyla) Brandt, 1835
- Rhegmatodes A. Agassiz, 1862
- Rhegmatodes (Rhegmatella) Haeckel, 1879
- Zygodactyla Brandt, 1835